# 奧地海鯰
奧地海鯰為輻鰭魚綱鯰形目海鯰科的其中一種，分布於西太平洋的印尼海域，體長可達22.5公分，棲息在沿海、河口區，底棲性魚類，屬肉食性。

## 擴展閱讀
維基物種上的相關：奧地海鯰